# Kanton Riom-ès-Montagnes
Kanton Riom-ès-Montagnes (fr. Canton de Riom-ès-Montagnes) je francouzský kanton v departementu Cantal v regionu Auvergne. Tvoří ho osm obcí.

## Obce kantonu
- Apchon
- Collandres
- Menet
- Riom-ès-Montagnes
- Saint-Étienne-de-Chomeil
- Saint-Hippolyte
- Trizac
- Valette